# Хірояма Нодзомі
Хірояма Нодзомі (яп. 廣山 望, нар. 6 травня 1977, Тіба —) — японський футболіст, що грав на позиції півзахисника.

## Клубна кар'єра
Грав за команду ДЖЕФ Юнайтед Ітіхара, Серро Портеньйо, Sport Recife, Брага, Монпельє, Токіо Верді, Сересо Осака, Зеспа Кусацу, Richmond Kickers.

## Виступи за збірну
Дебютував 2001 року в офіційних матчах у складі національної збірної Японії. У формі головної команди країни зіграв 2 матчі.

## Статистика
Статистика виступів у національній збірній.
| Збірна Японії | Збірна Японії | Збірна Японії |
| Роки          | Ігри          | голи          |
| ------------- | ------------- | ------------- |
| 2001          | 2             | 0             |
| Усього        | 2             | 0             |